# (463937) 2014 UT193
(463937) 2014 UT193 es un asteroide perteneciente al cinturón de asteroides, descubierto el 20 de enero de 2002 por el equipo Spacewatch desde el Observatorio Nacional de Kitt Peak (Arizona, Estados Unidos).